# Tecmo
Tecmo Co., Ltd.. (яп. テクモ Тэкумо) или раннее название Tehkan Ltd. (яп. テーカン Тэкан) — японская компания, занимающаяся производством компьютерных игр, основана в 1967 году. В 2009 году объединилась с корпорацией Koei, сформировав холдинг Koei Tecmo, выпускала игры под этим брэндом, пока в начале 2010-го вновь не стала самостоятельной. Сейчас Tecmo известна по таким популярным сериям как Star Force, Dead or Alive, Ninja Gaiden, Deception, Monster Rancher, Rygar, Tecmo Bowl, Fatal Frame, Tōkidenshō Angel Eyes и Gallop Racer. Штаб-квартира компании расположена в городе Токио, также имеется офис в Торрансе.

## История
Компания была основана 31 июля 1967 года техником очистительного оборудования, два года спустя он начал продавать товары сферы развлечений собственного производства. В марте 1981 года появилось американское дочернее отделение под названием U.S. Tehkan, Inc., через месяц в Японии вышел первый аркадный автомат под маркой Tehkan, это была игра Pleiads, распространявшаяся в США компанией Centuri. Позже увидели свет такие классические аркады как Bomb Jack и Tehkan World Cup. 8 января 1986 года компания официально сменила название на Tecmo.
В июне 2008 года финансовое состояние компании резко ухудшилось после судебного разбирательства с геймдизайнером Томонобу Итагаки, руководителем их дочерней студии Team Ninja. За нарушение авторских прав и моральный ущерб им пришлось выплатить разработчику 145 млн иен, затем последовали похожие иски от других работников, в результате чего компания оказалась на грани банкротства. 29 августа функционеры Square Enix изъявили желание приобрести 30 % акций на сумму в 22,3 млрд иен, однако 4 сентября представители Tecmo отклонили это предложение. Вместо этого они решили объединить свои активы с компанией Koei, подготовка к слиянию длилась на протяжении полугода и окончательно завершилась к 1 апреля 2009-го — появился холдинг Tecmo Koei.
Образовавшийся гигант просуществовал, тем не менее, недолго — директора не смогли поладить друг с другом, и уже 15 марта 2010 года Tecmo отделилась в самостоятельную студию.